# Stannewisch
Stannewisch is een plaats in de Duitse gemeente Niesky, deelstaat Saksen, en telt 229 inwoners (1993).